# Отмена крепостного права в Эстляндской губернии
Отмена крепостного права или освобождение крестьян в Эстляндии произошла на территории Эстляндской губернии Российской империи в начале XIX века, раньше, чем это свершилось на остальной территории гоcударства. 

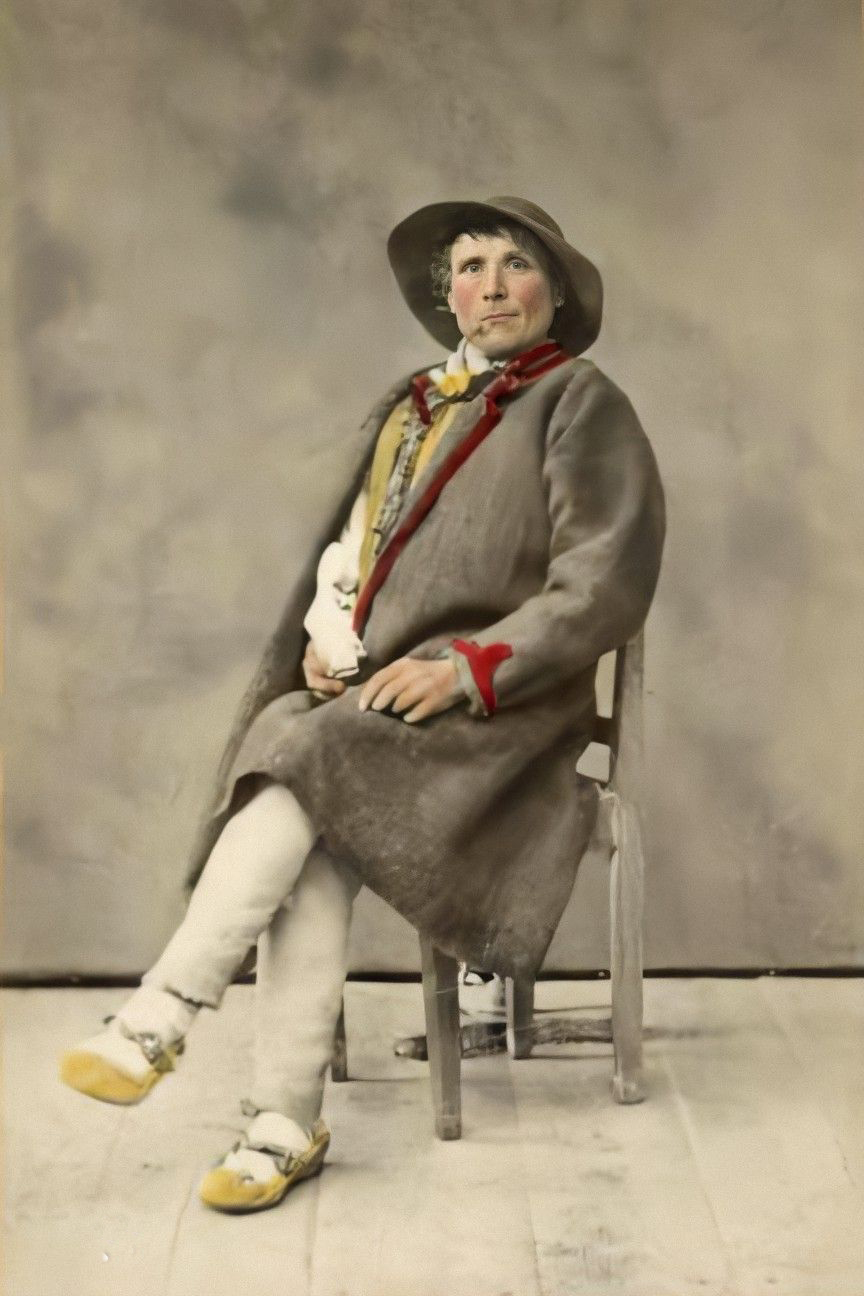
Портрет мужчины в одежде крестьянина, 1880-е годы. Фотограф Ignacy Krieger

## Предыстория
Развитие товарного производства и возникновение промышленности в конце XVIII века явились предпосылкой для победы капитализма. В 1783 году дворянские имения были объявлены вотчинами. Недовольство крестьян (массовые побеги, волнения в Тартуском, Вируском и Харьюском уездах в 1797 году) и кризис барщинного хозяйства толкали российское правительство и дворян на путь аграрных реформ.

## Регулятив 1802 года
27 июня 1802 года Эстляндский ландтаг (Маапяэв, эст. Eestimaa Maapäev) принял постановление, которое было утверждено рескриптом российского императора Александра I от 25 сентября 1802 года как крестьянский регулятив. Этим регулятивом крестьяне получили право собственности на движимое имущество и, при устойчивом ведении хозяйства, право на бессрочное пользование земельным участком. Были созданы сословные городские и волостные суды. С согласия Александра I постановление было обнародовано от имени помещиков (мызников) и как декларация их доброй воли, поэтому крестьяне считали его добровольным подарком помещиков.
Регулятив был опубликован для крестьян только в начале 1803 года, после того, как он был переведён на эстонский язык Отто Рейнхольдом фон Хольцем, пастором  прихода Святого Михаила города Кегеля, и напечатан в Ревеле. В 1803 году настоятели церквей раздали местным помещикам печатный регулятив, получивший название «Igga üks» («Всякий») по вступительным словам этого документа на эстонском языке. Последние огласили его содержание своим крестьянам и дали им по одному экземпляру регулятива на каждый гак.

## Эстляндский крестьянский закон 1804 года
В 1804 году в Эстляндии был принят Крестьянский закон, согласно которому крестьяне по-прежнему оставались крепостными, но их больше нельзя было продавать или закладывать, их нельзя было дарить отдельно от их земельного участка. 
Закон придал юридическую силу наследственному пользованию земельным участком и владению движимым имуществом; согласно ему, крестьяне могли теперь покупать землю. В 1804 году был также принят Закон об Эстляндском крестьянском суде (эст. Eestima Tallorahwa Kohto-Seädus ehk Walla-kohto Kässo-ramat), который регулировал судопроизводство волостного суда в Эстляндской губернии.
В 1804 году т. н. шестидневное хозяйство (полное хозяйство) должно было поставлять помещику в качестве оброка 2 ревельских бочки (всего около 265,5 литров) ржи, ячменя и овса; 45 тюков (1 тюк — около 8 кг) сена; 1 бочку прочего товара (пряжа, яйца, куры, овцы, масло и т. д.). От полного хозяйства помещику разрешалось требовать 600 дней  барщины в год. Размер подушного налога, действовавший с 1783 года, составлял 70 копеек с каждой работоспособного мужчины. Этот налог выплачивал помещик, который собирал его с крестьян в виде оброка или барщины.
В сравнительном обзоре крестьянских законов Эстляндии и Лифляндии Густав фон Эверс, впоследствии профессор истории и ректор Тартуского университета, показал, что положение эстляндского крестьянина всё же оставалось хуже, чем положение лифляндского; эстляндскому крестьянину приходилось нести больше повинностей за один и тот же размер земельного участка. Лифляндский крестьянский закон предусматривал точное определение поместьями крестьянских повинностей на период молотьбы соответственно размеру и качеству земельного участка и занесения норм повинностей в вакенбухи. В Эстляндии же таких норм принято не было, и помещик требовал безвозмездной барщины. Также в Лифляндии к трудоспособным относились мужчины в возрасте от 17 до 60 лет и женщины в возрасте от 15 до 55 лет, а в Эстляндии — все лица в возрасте от 15 до 60 лет, при этом, если было необходимо, приравнять к взрослым можно было также 14-летних мальчиков и девочек.
Поскольку этот закон не оправдал надежд крестьянства, сразу после его обнародования вспыхнули волнения. Наиболее крупным было восстание в Козе-Ууэмыйза 2 (14) октября 1805 года. В августе—октябре того же года волнения произошли также в Ярвамаа и Вирумаа.

## Эстляндский крестьянский закон 1816 года
Крестьянские законы, принятые эстляндским рыцарством в 1811 году, но вступившие в силу только 23 мая 1816 года, отменили личное крепостное право, однако вся земля была признана собственностью помещика (крестьянин мог её арендовать на началах свободной конкуренции). Прежние права крестьян в землепользовании и нормы их повинностей были отменены, помещик принуждал крестьян к так называемой отработочной ренте. Законы назывались эст. «Eestima Tallorahwa Seadmissed» (нем. «Die Ehstländischen Bauerverordnungen») и эст. «Eestima Tallorahwa Kässo-Ramat» (нем. «Das Ehstländische Bauergesetzbuch»).
Для исполнения нового крестьянского закона была создана специальная комиссия (эст. Eestimaa uue talurahvaseaduse sisseseadmise komisjon).
Крестьянин не мог быть продан или куплен, отдан или заложен единолично или с семьёй, вместе с мызой или отдельно. Он имел право приобретать движимое и недвижимое имущество и наследовать его в установленном порядке. Он мог жениться, не испрашивая разрешения помещика. При вступлении в брак женщина наследовала права мужа и получала его статус, дети наследовали права родителей. В возрасте 20-ти лет крестьянин считался совершеннолетним и приобретал соответствующие права. Как свободная личность, крестьянин имел право заключать договоры. Мужчины и женщины были равны перед законом, если иное не устанавливалось в отдельных случаях.
Крестьяне получили личную свободу и стали сами платить подушную подать и другие государственные налоги, заботиться о функционировании магазинов (военных складов). Крестьянским законом 1816 года были также созданы крестьянские самоуправления, т. е. мызные волости, которые могли решать простые вопросы общественной жизни крестьян под надзором помещичьего правления. Границы волостей совпадали с границами мыз. Общинное управление должно было обеспечивать выполнение возложенных на крестьянство сословных и государственных повинностей, заботиться о бедных и больных, содержать школы и следить за порядком на своей территории. Мызная волость могла создавать и содержать народные училища. 

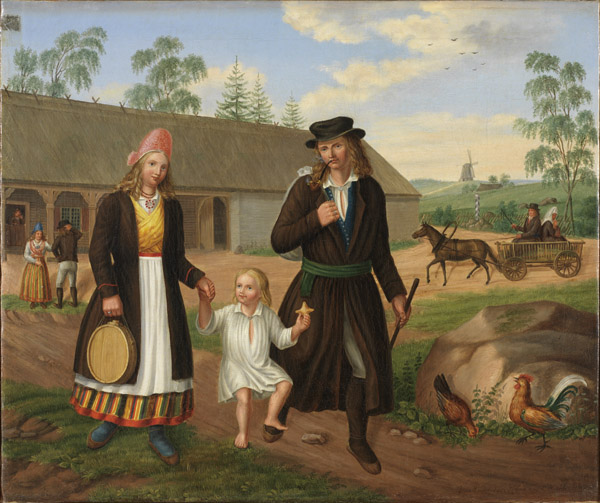
«Крестьяне по дороге домой».
Петерсен, Лоренц-Генрих (1805—1895)

Членами сельской общины были хозяева (главы крестьянских хозяйств) и батраки. В результате голосования совершеннолетних мужчин деревень из числа хозяев избирался волостной староста. Волости как органы, регулирующие общественную жизнь, стали брать на себя функции, которые ранее находились в руках помещиков. Однако волостного старосту на должность утверждал помещик, он же контролировал и деятельность общины. Срок полномочий старост длился три года, после чего они могли быть назначены повторно. Размеры оплаты труда старосты и его помощника определялись общиной.
Закон создал правовые предпосылки для работы на мызе за оплату на основе договора. В целях снабжения помещичьего хозяйства рабочей силой была ограничена свобода передвижения крестьянства: им позволялось менять место жительства только в пределах одной губернии, причём в городах крестьянин селиться не мог. Крестьянин мог поселиться за пределами губернии лишь тогда, когда число приписанных к мызам мужчин возрастало до 140 000 человек, и мог поселиться в городе, когда оно достигало 120 000 человек. 
Фактически помещичье имение в то время состояло из двух частей — крестьянской земли и помещичьей (мызной) земли. Волостная власть распространялась только на крестьянскую землю, мызные работники гражданами волости себя не считали. 
Согласно закону, освобождение крестьян от крепостной зависимости должно было завершиться в течение 14 лет, а вольноотпущенники  в обязательном порядке получали официальную фамилию. К 1835 году фамилии были даны всем представителям простонародья, проживавшим в Эстляндской губернии (до этого в качестве фамилий употреблялись добавочные имена, связанные с местом жительства, профессией или личными особенностями крестьянина). Судебная, полицейская власть помещика и право «домашнего» телесного наказания были сохранены.

## Эстляндский крестьянский закон 1856 года

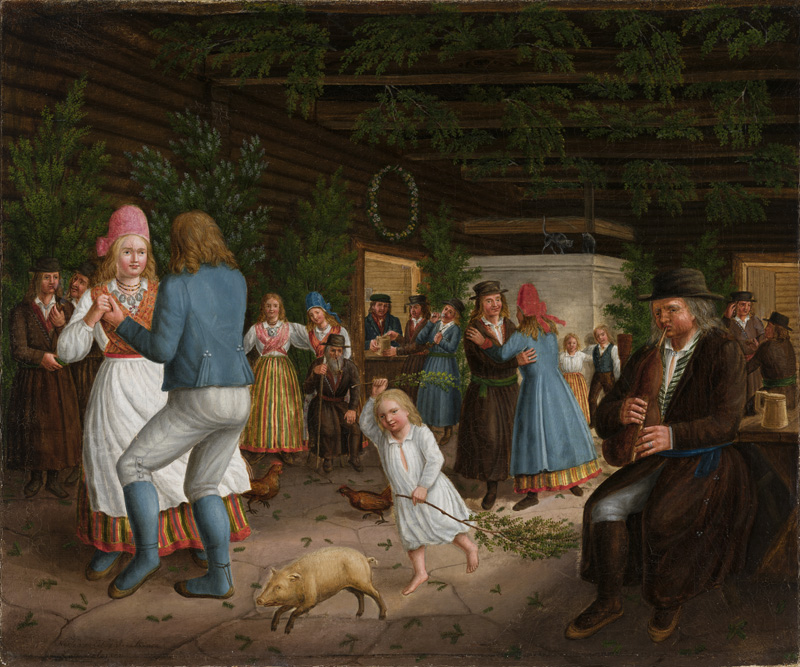
«Крестьяне танцуют», Л.-Г. Петерсен

В 1856 году был издан новый крестьянский закон Эстляндии, способствовавший переходу от барщинного отработка к денежной ренте, допускавший продажу земли крестьянам. Из мызной земли выделялась часть, которую помещик мог сдавать в аренду или продавать только крестьянам. Мызнику принадлежало около 1/6 крестьянского надела (т. н. шестидольная земля). 
Закон также регулировал обязанность детей посещать школу; содержание школ оставалось в ведении приходов, тогда как в будущем лютеране должны были нести свои, а православные верующие — свои расходы на содержание школ. В качестве нового звена управления лютеранскими крестьянскими школами предусматривался приходской школьный совет, в состав которого входили церковный староста от мызника, пастор, учитель приходской школы и один из волостных судей. Управление православными школами оставлялось в ведении православной церкви и Святейшего Синода. В дополнение к личной свободе крестьян, закреплённой законом 1816 года, Крестьянский закон 1856 года также допускал свободу общины.
Несмотря на принятие нового закона, сохранение феодально-крепостнических пережитков, особенно барщины, привело в 1858 году к новым крестьянским волнениям  во всех уездах Северной Эстонии. Крупнейшим из них было восстание на мызе Махтерс (нем. Machters, эст. Mahtra mõis) 2(14) июня (т. н война в Махтра). В нём участвовало 700—800 крестьян. Для подавления восстания были привлечены воинские подразделениям (до 1100 штыков).